# Je vous aime (album d'Anna Prucnal)
Pour les articles homonymes, voir Je vous aime.
Je vous aime est un album de compilation d'Anna Prucnal sorti en 2002 en France.

## Liste des titres
1. Histoire d'amour
2. Ma dissidence
3. Kochankowie z ulicy Kamiennej
4. I ragazzi giu nel campo
5. Moishele mein freind
6. Chante ta nostalgie
7. L'Été
8. Souliko
9. Par une longue route
10. C'était à Babelsberg
11. La Bienvenue
12. Le Vol arrêté (La in du bal)
13. Elisabeth
14. Le Nègre violet
15. La Voleuse
16. Dans mon âme pas un cheveu blanc
17. Schumann palace
18. Qui j'aime